# 212 Medea
212 Medea je veliki i vrlo tamni asteroid glavnog pojasa. 
Asteroid je 6. veljače 1880. iz Pule otkrio Johann Palisa, a nazvao ju je po Medei, vještici iz grčke mitologije.
… | 211 Isolda | 212 Medea | 213 Lilaea | …